# Redédicace
Une redédicace (rededication service en anglais) est une cérémonie organisée par la Commonwealth War Graves Commission visant à honorer un soldat qui était jusqu'alors inhumé de manière anonyme. Dans le cimetière, la stèle est changée peu de temps avant la cérémonie et porte l'identité dudit soldat. Il ne s'agit pas d'une réinhumation.
C'est ainsi que le 17 avril 2024, une telle cérémonie a lieu dans l'Auberchicourt British Cemetery, à Auberchicourt, dans le Nord, en France : Charles Ernest Lane a été identifié cent-six ans après sa mort,,. Avant cet événement, une nouvelle stèle a été mise en place.

Cérémonie de redédicace le 17 avril 2024 à l'Auberchicourt British Cemetery
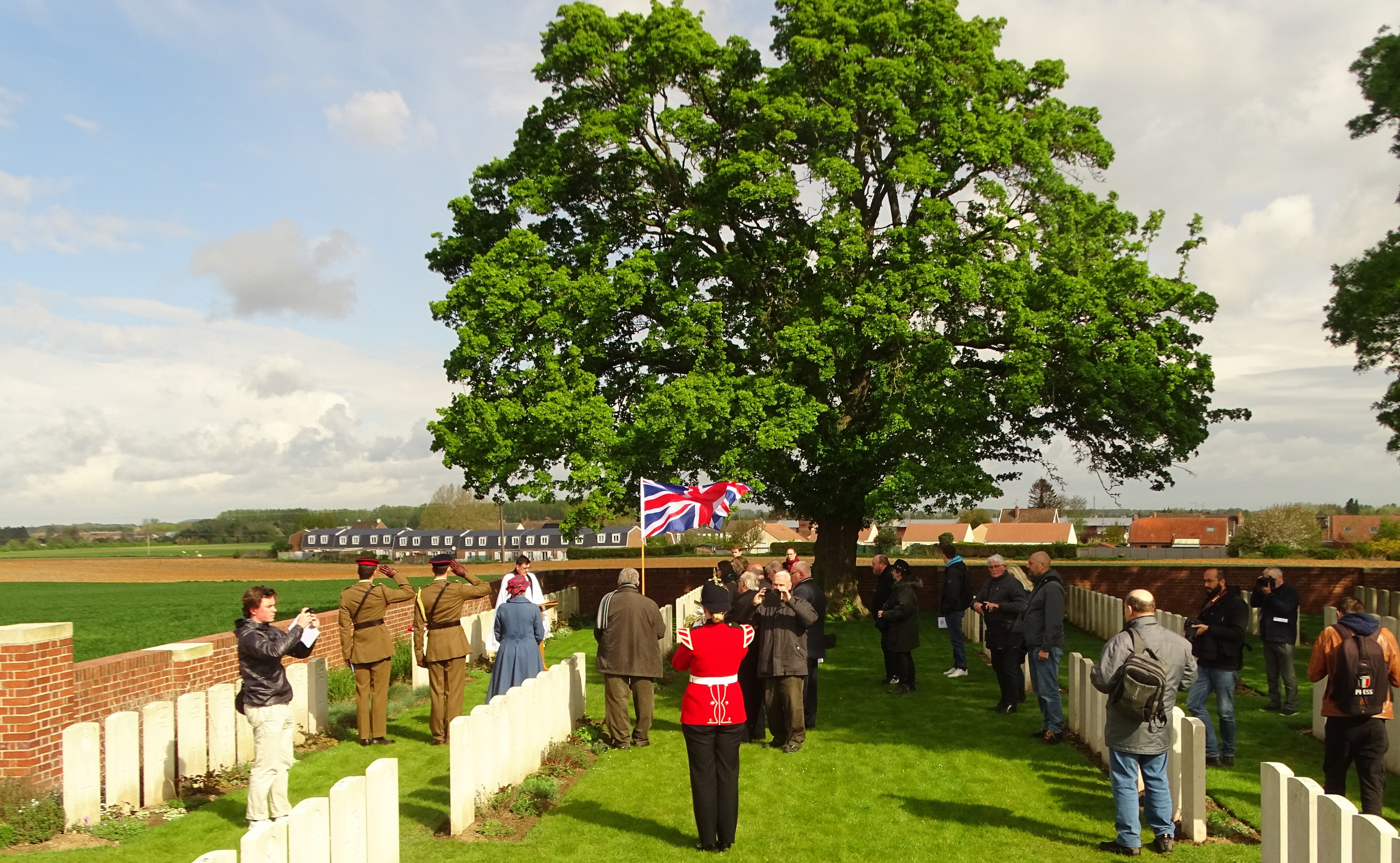
Vue d'ensemble de la cérémonie.
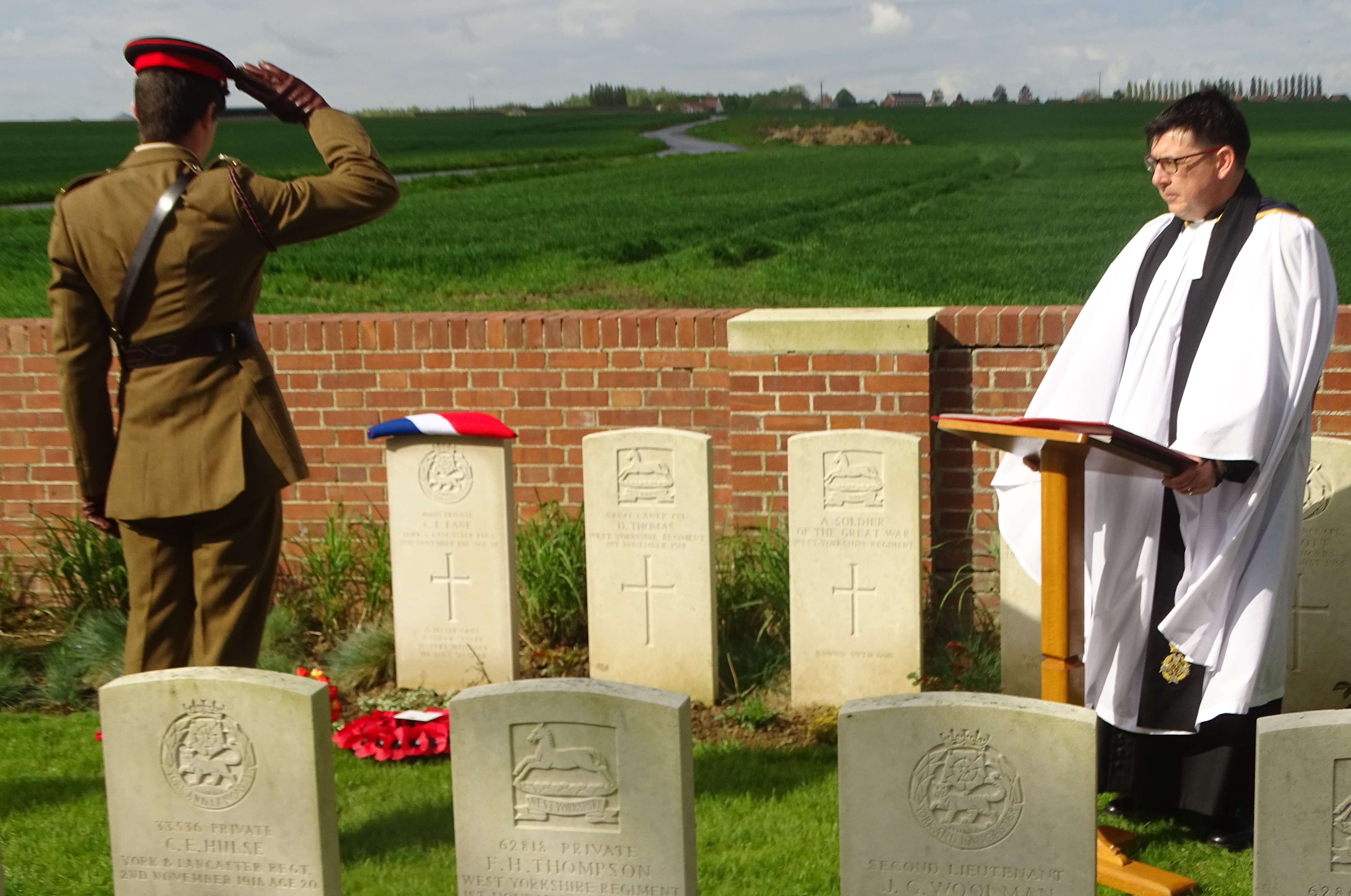
Un soldat.
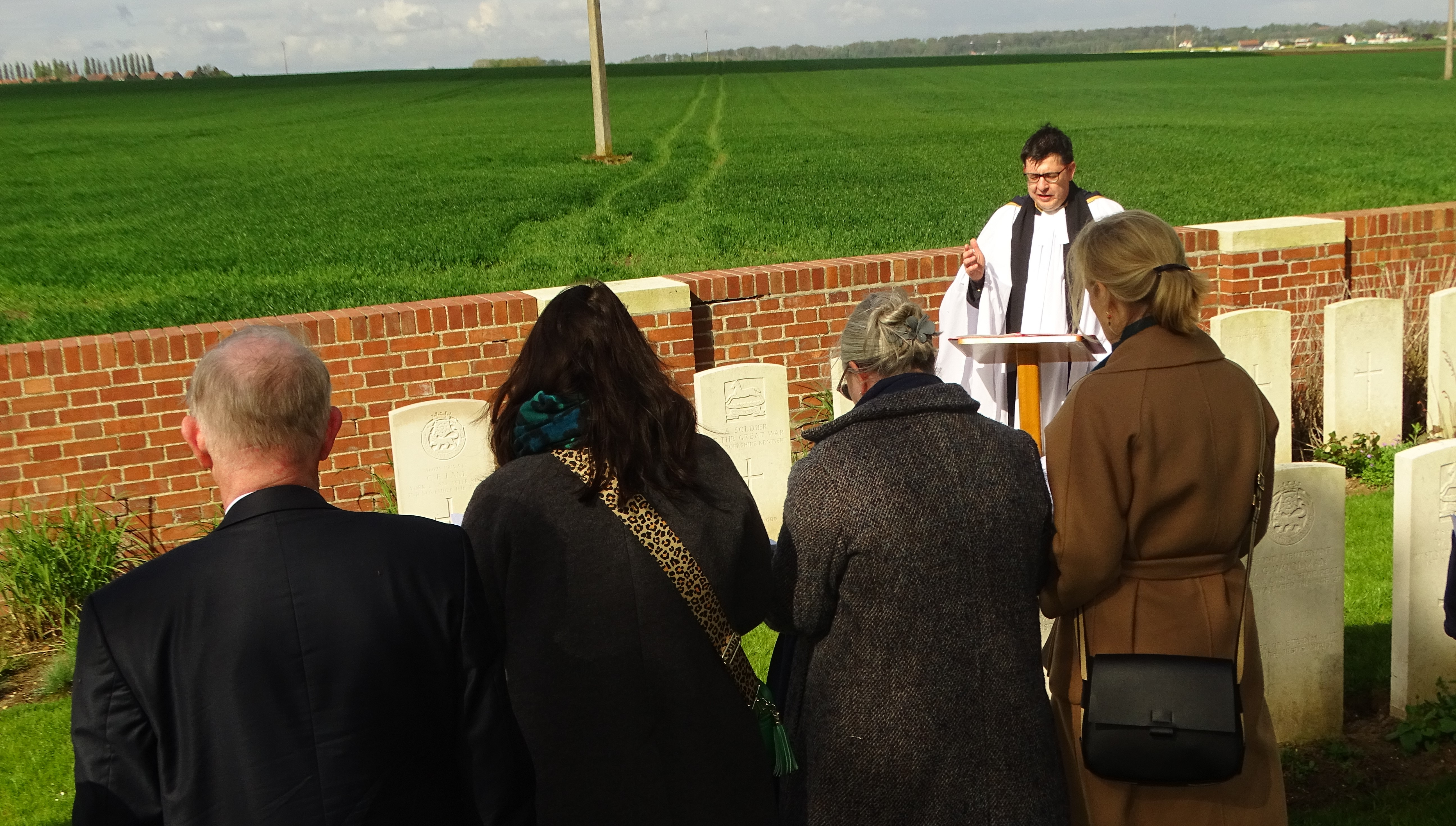
Les descendants de Charles Ernest Lane.
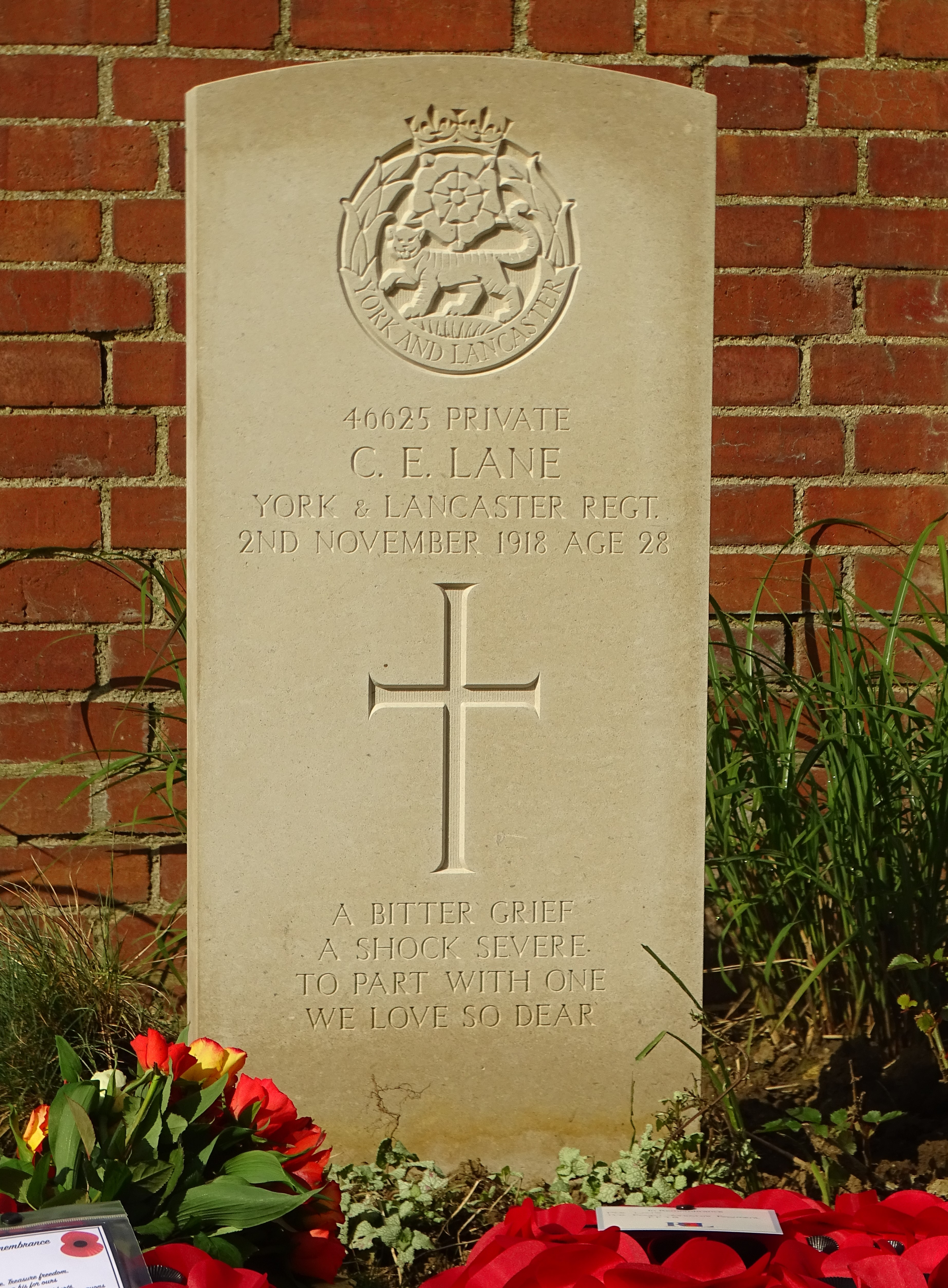
La nouvelle stèle.
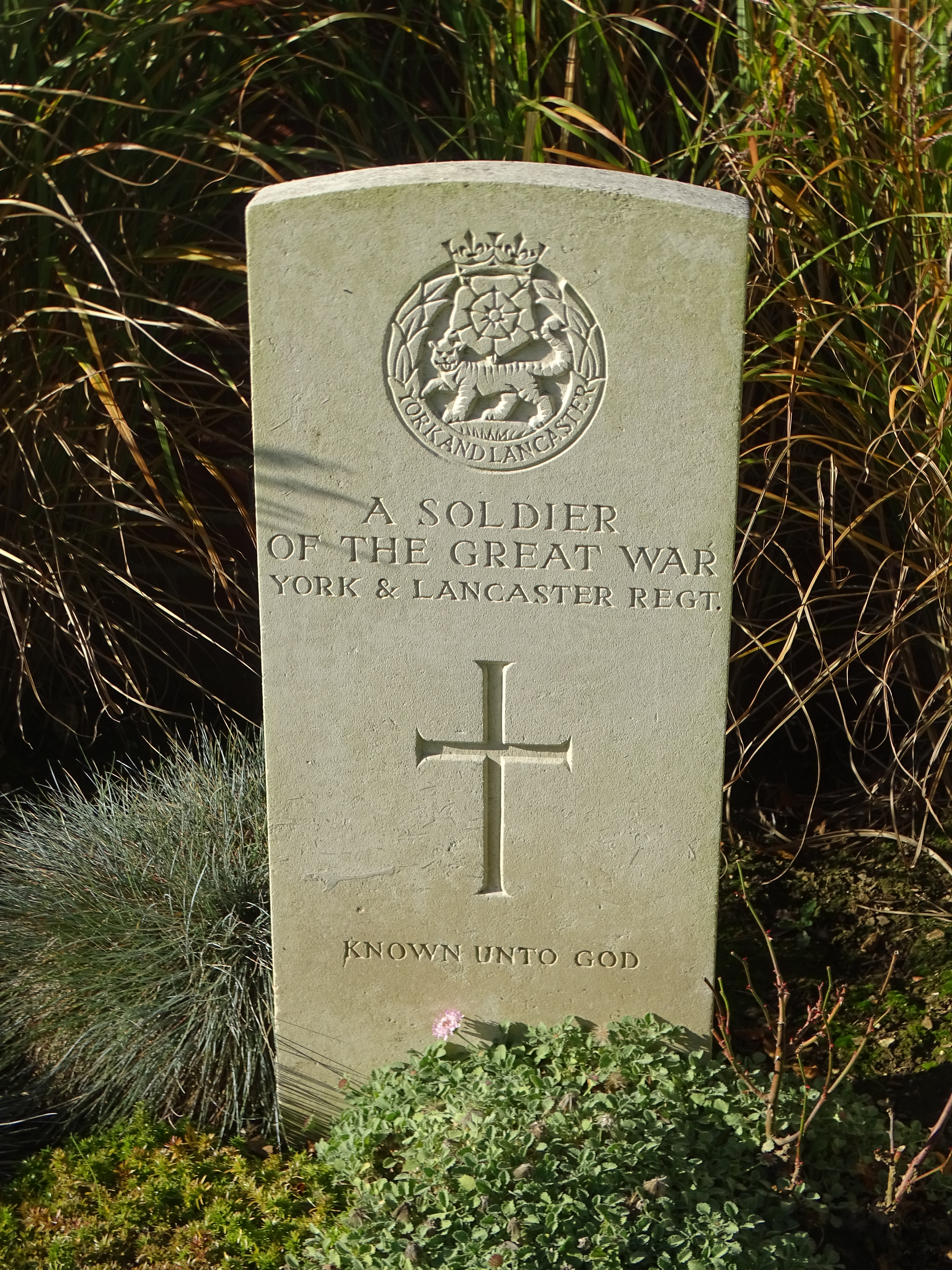
L'ancienne stèle, anonyme, le 24 octobre 2021.